# Zdzisław Dobrucki
Zdzisław Dobrucki (ur. 26 listopada 1944 w Szymanowie, zm. 21 maja 2021 w Lesznie) – polski żużlowiec i trener sportu żużlowego.
Ojciec Rafała Dobruckiego, również żużlowca.
Dwukrotny Młodzieżowy Indywidualny Mistrz Polski (Leszno 1968, Lublin 1969) oraz Młodzieżowy Indywidualny Wicemistrz Polski (Bydgoszcz 1967). Złoty medalista Indywidualnych Mistrzostw Polski (Gorzów Wielkopolski 1976). Brązowy medalista Drużynowych Mistrzostw Świata (Olching 1972). Trzykrotny zwycięzca (1969, 1971, 1976) oraz dwukrotny zdobywca II miejsca (1970, 1974) w Memoriałach Alfreda Smoczyka w Lesznie. Uczestnik finału kontynentalnego Indywidualnych Mistrzostw Świata (Ufa 1969, XVI miejsce).
W rozgrywkach o Drużynowe Mistrzostwo Polski startował w latach 1963–1978 reprezentując klub Unia Leszno. Był trzykrotnym medalistą DMP: srebrnym (1977) oraz dwukrotnie brązowym (1975, 1976). W 1978 r. zdobył Drużynowy Puchar Polski
Pochowany na cmentarzu przy ulicy Kąkolewskiej w Lesznie.